# Nobelstiftelsen
Nobelstiftelsen er en privat svensk fond, der blev stiftet 29. juni 1900 for at administrere det økonomiske grundlag bag Nobelprisen. Stiftelsen er oprettet i overensstemmelse med ønsket i Alfred Nobels (dynamittens opfinders) testamente.
Nobel reserverede 94 % af sin meget betydelige formue, 31 mio. svenske kroner, til finansiering af tildelingen af de fem oprindelige Nobelpriser for kemi, fysik, medicin, litteratur og fred. Nobel døde i 1896, men de to eksekutorer af hans testamente, Ragnar Sohlman og Rudolf Lilljequist, mødte forskellige vanskeligheder, og det tog derfor fire år, før stiftelsen officielt kunne oprettes året før tildelingen af de første Nobelpriser.
Nobelstiftelsens opgave er at administrere og investere sin formue, repræsentere Nobelprisen og ideen bag den udadtil og forestå en række praktiske opgaver i forbindelse med tildelingen af priserne. Den har også siden 1965 afholdt de såkaldte Nobelsymposier. Derimod tager den ikke del i beslutningsprocessen ved tildelingen af priserne, der hører under forskellige andre organer. Stiftelsen ledes af en bestyrelse på fem personer og har sæde i Stockholm. 

## Ekstern henvisning
- Nobelstiftelsens hjemmeside